# Schwulststil
Schwulststil (Schwulst-Stil) ist eine Bezeichnung der Literaturkritik, die sich im 18. Jahrhundert etablierte und der Literatur des Barock rückwirkend prunkhafte Aufgeblasenheit vorwarf. Im engeren Sinne gilt Schwulst als Merkmal des manieristisch übersteigerten Einflusses der Rhetorik auf die Dichtung seit dem Ende des 16. Jahrhunderts. Die moderne Literaturwissenschaft betrachtet Schwulst nicht mehr als negativ, sondern als authentischen Ausdruck der Zeit.

## Wortgeschichte

### Herkunft und Verwendungen
Das Wort Schwulst, von mhd. swulst zu swëllen „Anschwellung“, war ursprünglich der Ausdruck für eine Schwellung oder für das Geschwollene. Das Adjektiv schwulstig, dem das heutige schwülstig entspricht, wurde im Frühneuhochdeutschen schon von Luther in der übertragenen Bedeutung für aufgeblasene Worte verwendet. Das Wort wird im Deutschen Wörterbuch der Brüder Grimm analog zu Geschwulst als Femininum geführt. Seine Bedeutung im medizinischen Sinne deckt sowohl Tumor als auch Ödem ab und bezeichnet damit die unterschiedlichen Formen der innerlichen und äußerlichen Schwellungen. Andere Belege verwenden es auch für den Bauch der Schwangeren.
Johann Christoph Adelungs Grammatisch-kritisches Wörterbuch der hochdeutschen Mundart (1774–86) unterscheidet „die Schwulst“ als Körperschwellung und „den Schwulst“ als „eine Art des Stolzes, da man sich in einem hohen Grade mehrerer Vorzüge mit Worten und Geberden rühmet, als man wirklich besitzet; in welchem Verstande doch das Beywort schwülstig üblicher ist“. Hier zeigt sich bereits, dass der heutige Sprachgebrauch von „Schwulst“ und „schwülstig“ das im übertragenen Sinne Aufgeblasene und Vordergründige meint, eine Formulierung, die pars pro toto von der Eigenschaft auf den Ausdruck deutet.
Im übertragenen Sinn als Metonymie etwa der „stolzgeschwellten Brust“ sind damit auch Stolz und Aufgeblasenheit an sich gemeint; diese Wortbedeutung findet sich bei Friedrich Schiller, Johann Gottfried Herder und Gotthold Ephraim Lessing. Auch der Barockdichter Daniel Caspar von Lohenstein hatte das Wort zuvor selbst in seinem Ibrahim Bassa (1689) benutzt, jedoch in der Bedeutung einer anschwellenden Welle.
Verwandte Prägungen sind „Schwülstel“ und „Schwulstfresser“ für einen adipösen Menschen, „schwulsterig“ und „schwülsterig“ für eine sichtbare Schwellung. Ein „Schwülstling“ galt als jemand, der sich schwülstig ausdrückt. Luther wandte das Wort zwar als „auffgeblasen“ in seiner Sprache um, seine Bibelübersetzung nutzt es allerdings an zwei Stellen:
- „Ich will euch heimsuchen mit Schrecken, Schwulst und Fieber.“ (3. Mose 26,16)
- „Der Herr wird dich schlagen mit Schwulst, Fieber, Hitze, Brunst, Dürre, giftiger Luft und Gelbsucht und wird dich verfolgen, bis er dich umbringe.“ (5. Mose 28,22)

### Negative Konnotation

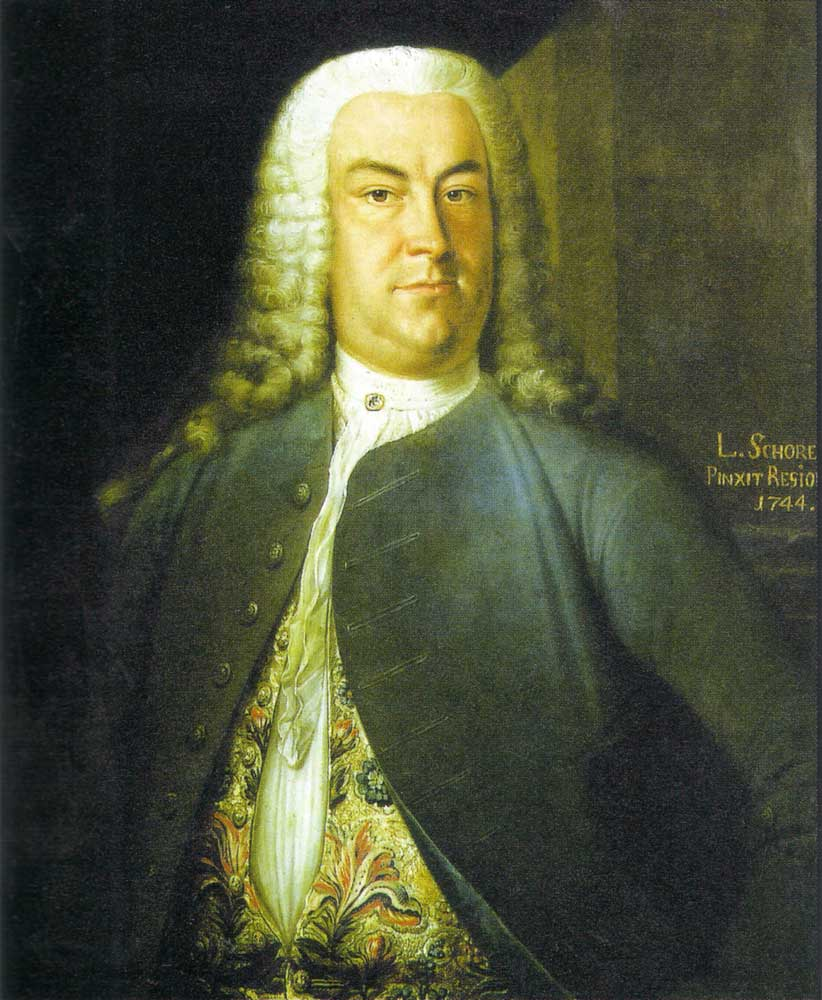
Johann Christoph Gottsched, der kritische Reformator

Schwulst und vor allem das gebräuchlichere Adjektiv „schwülstig“ haben meist eine abwertende Bedeutung. Eine vermehrt pejorative Verwendung des Begriffs setzte mit dem Wandel der Stilnormen in den 1730er Jahren ein. Insbesondere kritisierte Johann Christoph Gottsched in seiner Critischen Dichtkunst (1730) Schwulst als eine extreme Form der stilistischen Ausarbeitung und führte als Gegenargumente unter anderem die aus der humanistischen Tradition stammenden Forderungen nach Deutlichkeit und Klarheit, aber schlicht auch die Kategorie des Geschmacks an; hierbei verarbeitete er Tendenzen der zeitgenössischen Rhetorik und Ästhetik. Er kennzeichnete Schwulst als Verfallserscheinung und verglich diese mit dem Hellenismus und der römischen Kaiserzeit, wobei er auch moralische Kategorien miteinbezog. Eine positive Sicht des Schwulstes blieb nach Gottsched selten. Versuche in diese Richtung unternahmen Moses Mendelssohn und August Wilhelm Schlegel.
Der Philosoph Karl Popper benutzte in seinem polemischen Brief Wider die großen Worte den Begriff abwertend, indem er die Sprache des dialektischen Philosophen Hegel und seiner Nachfolger als Schwulst bezeichnete.
Innerhalb der Literatur befreiten erst die Darstellungen des 20. Jahrhunderts durch eine vorurteilsfreie Betrachtung von Gongorismus und Schwulststil im wissenschaftlichen Kontext den Begriff wieder von seiner abfälligen Einschätzung. Er gilt seither als ein authentischer Ausdruck der frühbarocken Weltsicht. In der Umgangssprache ist die negative Konnotation jedoch nach wie vor erhalten.

## Schwulst als Stilphänomen
Im übertragenen Sinn wird der Begriff auch für eine dem Inhalt unangemessene und übertrieben ausgeschmückte und ausführliche Sprech-, Denk- und Schreibweise verwendet. Wann welche Stilebene angemessen sei, versucht Johann Georg Krünitz mit folgendem Beispiel zu erklären:

„Man wolle z. B. in einer gewöhnlichen Rede sagen, es wird Tag! und man drückt dies durch die Worte aus: Schon hebt Aurora ihr Strahlenantlitz aus den Fluthen des Meeres empor. Was übrigens in Hinsicht des Ausdrucks in einer Art der Rede Schwulst seyn kann, ist es nicht in einer andern. Braucht aber der Schwulst in der Beimischung erhabener Begriffe und Vergleichungen zu gemeinen, niedrigen Gegenständen, so bleibt er in jeder Art des Vortrags tadelhaft; z. B. ein Geistlicher sagte in einer Leichenpredigt auf eine Bauerfrau: ‚Klagt ihr Eichen im Thale Josephat, denn die Ceder auf Libanon ist gefallen!‘ In der Leichenrede am Sarge einer Königinn möchte sie eher ihren Platz finden, aber nicht an dem einer Landfrau, wo diese Apostrophe nur Lachen erregt.“

Die übermäßige Ausschmückung („ornatus“ in der Rhetorik) wurde in Frankreich auch als „Phöbus“, im englischsprachigen Raum als „Bombast“ bezeichnet. Schwulst wird insbesondere der minderwertigen Literatur des 18. und 19. Jahrhunderts zugeschrieben.

## Schwulststil in deutscher Barockliteratur
Seit dem letzten Drittel des 17. Jahrhunderts wird der Begriff Schwulst vor allem auf unterschiedliche literarische Phänomene des späten Barockzeitalters übertragen. Zum Verständnis des bis in die Gegenwart negativ konnotierten Stilbegriffs, der nicht wie „Euphuismus“, „Konzettismus“ oder „Marinismus“ auf literaturimmanente Titel, Begriffe oder Namen zurückgeht, sondern allein die äußere Erscheinungsform anzeigt, muss die Entwicklung der deutschen Literatur beleuchtet werden. Darin zeigt sich auch, dass der Schwulststil kein einheitliches Phänomen war, sondern in unterschiedlichsten Ausformungen eines gemeinsamen Prinzips auftrat.

### Rhetorik und Dichtung
Das Verständnis von Inhalt und Ausdruck wandelte sich in der europäischen Gelehrtenliteratur der Renaissance grundlegend. Während die spätmittelalterliche Scholastik noch nach dem aristotelischen Stilvorbild schwergängige, aber präzise formulierte Texte produziert hatte, rückten im 15. Jahrhundert die rhetorischen Mittel ins Interesse der Schriftsteller, darunter vornehmlich Pathosformeln, Allegorien und bildhafte Symbolformeln. Textgattungen wie Lehrdichtung oder Drama wurden unter dem Einfluss von Francesco Petrarca und dessen Zeitgenossen langsam den Regeln der normativen Poetik entzogen. Dies ging mit der stetigen Emanzipation von Philosophie und Literatur gegenüber der bisher vorherrschenden Theologie einher. Das Verhältnis von Pragmatik und ästhetischer Gestaltung kehrte sich allmählich um; nicht mehr Sein und Denken bestimmten den Ausdruck. Vielmehr nahm die Rhetorik am Ende des Prozesses selbst in Anspruch, die Richtschnur für philosophische Teilgebiete wie Ontologie und Logik zu sein.

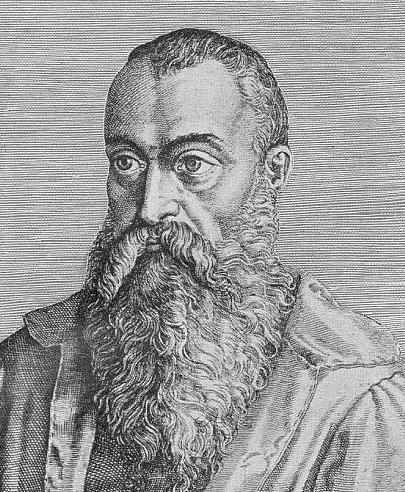
Julius Caesar Scaligers Poetik legte den Grundstein für die Verbindung von Rhetorik und Dichtung

Den wichtigsten und am meisten beachteten Beitrag zu einer Neubewertung im Geist des Humanismus leistete Julius Caesar Scaliger mit seinen 1561 posthum erschienenen Poetices libri septem. Er maß die Dichtung noch an den Zweckkategorien docere („belehren“), delectare („erfreuen“) und movere („bewegen“), hob aber die grundsätzliche Unterscheidung von Rhetorik und Dichtung hinsichtlich der ästhetischen wie auch didaktischen Ziele der Literatur auf. Die Tragödie erfuhr in seiner Poetik eine Umdeutung; hatte Aristoteles allein ihr die Katharsis als Wirkungszweck zugebilligt, so erweiterte Scaliger diese Möglichkeit – immer unter dem vorherrschenden Motiv des docere, der moralischen Belehrung – auf alle Dichtung.
Die Festschreibung des Unterschieds von Tragödie und Komödie im Sinne Scaligers ist für lange Zeit die Regel geblieben; er glich die Herkunft der Tragödie aus dem „Edlen“ bzw. der Komödie aus dem „Gemeinen“ der Struktur der damaligen Ständegesellschaft an, unternahm also eine Gattungsunterscheidung im sozialen Kontext der dramatischen Figuren. Scaligers Ansatz für diese Ordnung der Dramenformen beruhte auf seiner rhetorischen Interpretation des Mimesis-Begriffs. Dessen Wirklichkeitsbezug ist somit unter der Perspektive des Wahrscheinlichen zu sehen, d. h., nicht das Sein wird nachgeahmt, sondern dessen mögliche
Erscheinungsformen. Der Zweck war eine höhere suggestive Kraft auf den Zuschauer und Leser. Dieser ästhetische Ansatz herrschte während des gesamten Barockzeitalters, nicht nur im Drama, sondern auch in der sich entwickelnden Oper.

### Vorbilder und Einflüsse
Im Gegensatz zu Italien und Spanien fand die Renaissance in der deutschen volkssprachlichen Dichtung nur wenig Widerhall. Die Wahrnehmung sozialer, politischer und wissenschaftlicher Umbrüche im Wandel zur Neuzeit blieb vor allem auf Universitäten und Fürstenhöfe beschränkt. Noch bis ans Ende des 16. Jahrhunderts hatte sich das Frühneuhochdeutsche nicht endgültig als Literatursprache durchgesetzt. Erst nach der Reformation wandten sich humanistische Autoren dem Deutschen als Schriftsprache zu, spalteten aber die Leserschaft in ein höfisch-gelehrtes und ein bürgerlich-volkstümliches Lager. Die Verheerungen des Dreißigjährigen Krieges erschwerten den Anschluss an die zeitgenössischen europäischen Entwicklungen zusätzlich.
Der eigentliche Zeitrahmen des barocken Schwulsts umfasst dabei etwa die Spanne zwischen Hofmannswaldaus Übersetzung von Giovanni Battista Guarinis Schäferdichtung Il pastor fido und Barthold Heinrich Brockes als letztem Ausläufer. Für den Transport des Schwulsts formten sich geeignete Textsorten aus, so etwa der Staatsroman oder der heroisch-galante Roman, der höfische Lebensart und Heldentum in eines zu bringen versuchte.
Eine weitere Eigenart des barocken Schwulsts war der Umfang, den dafür typische Publikationen annehmen konnten. Daniel Caspar von Lohensteins 1689/90 postum erschienener Schlüsselroman Großmütiger Feldherr Arminius umfasst allein im Inhaltsverzeichnis mehr als hundert, das Gesamtwerk über dreitausend Quartseiten. Noch in den so genannten sprechenden Titeln, die etwa seit dem Humanismus mit dem sich etablierenden Buchdruck in die Gestaltungshoheit der Dichter gelangten, spiegelt sich das Streben nach Umfang wider. Beispielhaft hierfür ist Johann Michael Moscheroschs Wunderliche vnd Wahrhafftige Gesichte Philanders von Sittewalt. In welchen Aller Welt Wesen / aller Mänschen Händel / mit jhren Natürlichen Farben / der Eitelkeit / Gewalts / Heucheley vnd Thorheit / bekleidet: öffentlich auff die Schauw geführet / als in einem Spiegel dargestellet / vnd von Männiglichen gesehen werden.

### Rolle der Sprachgesellschaften

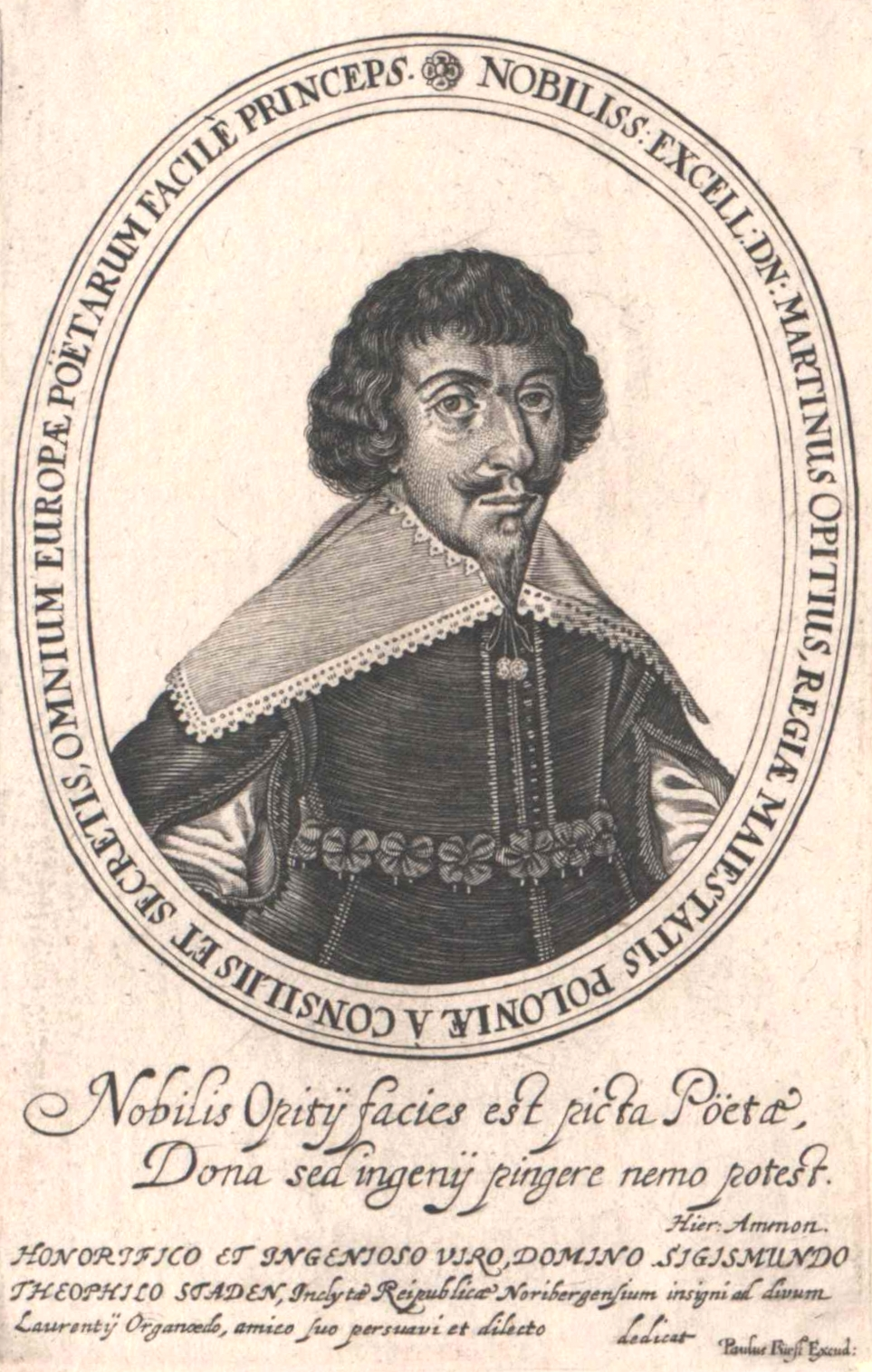
Martin Opitz, Schöpfer der ersten deutschen Poetik

Im Zentrum der Sprach- und Dichtungstheorie stand die Sprachpflege, die von den Sprachgesellschaften betrieben wurde und in Justus Georg Schottelius’ Abhandlung Ausführliche Arbeit von der teutschen Haubtsprache (1663) in die erste wissenschaftliche Arbeit über die neuhochdeutsche Sprache mündete. Die Suche nach fremden Vorbildern fand ihr Ziel in der – nicht selten unreflektierten – Übernahme von Vers- oder Gattungsformen anderer Literaturen, die fortan als Norm galten. Trotz ihres heute vordergründig erscheinenden Sprachpurismus, dessen Forderungen sich in der Textproduktion kaum unmittelbar niederschlugen, trat doch der Wille hervor, eine eigenständige nationale Sprache und Literatur zu schaffen. Ohne das ideelle Wirken der Sprachpfleger hätte sich die junge Hochsprache nicht gegen die Vielfalt der gesprochenen Dialekte und die Literatursprachen Latein und Französisch behaupten können, auch nicht gegen die Verwahrlosung der Sprache durch den Einfall der Kriegsarmeen.
Die Gelehrtenliteratur des 17. Jahrhunderts entwickelte demnach ihr Stilideal nicht im europäischen Vergleich, sondern nach den Vorbildern der lateinischen Rhetorik. Eine erste Poetik der neuhochdeutschen Dichtung entwickelte Martin Opitz erst 1617 im Buch von der Deutschen Poeterey  nach dem Vorbild Julius Caesar Scaligers, die systematisch genug war, um eine nachhaltige Wirkung auf die gesamte Literatur zu hinterlassen, auch auf die volkstümliche Dichtung, die unter dem Einfluss des Konflikts zwischen Reformation und Gegenreformation ihre Ausdrucksmittel steigerte. Opitz’ Poetik zog allein in den Jahren 1640–45 zehn Arbeiten über die deutsche Versdichtung nach sich. Beachtenswert sind in diesem Zusammenhang August Buchners viel beachtete, posthum gedruckte Werke Kurzer Weg-Weiser zur deutschen Tichtkunst (1663) und Anleitung zur deutschen Poeterey (1665). Buchner nimmt direkt Bezug auf die Sprache seiner Zeitgenossen und fordert:

„Damit die Rede auch sauber / rein und höfflich seyn möge / ist von nöthen / daß man sich derer Wörter enthalte / die etwas bedeuten / das zwar vor sich nicht unehrlich und schandbar / doch aber so beschaffen ist / darob ein reinlich und schamhafter Mensch einen Eckel und Unwillen fassen könnte (…) Darümb wolte ich mich / zum Exempel / des Worts / Schmieren / oder / Beschmieren / wenn ich nett und sauber reden wolte / nimmer gebrauchen.“

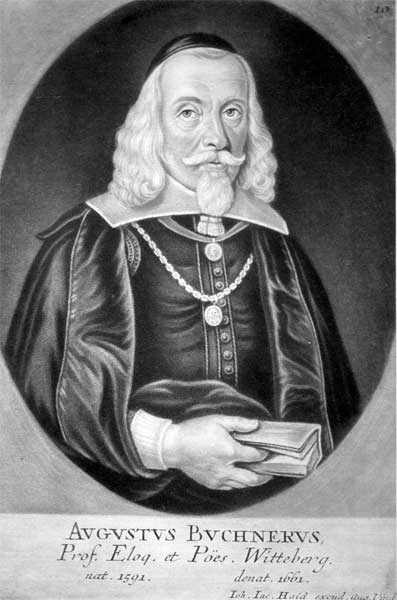
August Buchner, der Sprachpfleger

Indessen war Opitz’ Poeterey auch eine eklektische Zusammenstellung von Literaturlehren gewesen, die er im außerdeutschen Sprachraum vorgefunden hatte; viele seiner Ratschläge waren wenig überdacht und dienten eher der Systematisierung als der Reformation einer deutschen Literatur. Er wandte sich gegen das Lateinische als Literatursprache, übernahm aber die antike Rhetorik; er gab unbekümmert das Volkslied und dessen bis ins Mittelalter reichende Tradition auf, übernahm aber die französische Gattungspoetik als formales Vorbild für eine erneuerte Literatur. Besonders die Tragödie blieb in seinem Standesdenken weiter dem höfischen Publikum vorbehalten, so dass Lessing erst 1755 mit Miss Sara Sampson ein bürgerliches Trauerspiel verfassen konnte.
Die von Opitz empfohlenen Stilmittel waren einerseits der Alexandriner, den er dem Knittelvers vorzog, andererseits ein anschauliches und gepflegtes Deutsch – das aber in der barocken Ästhetik die Anschaulichkeit nur zu leicht übertrieb. Hierzu zählen nicht zuletzt Stilelemente in den Texten der Vertreter der Zweiten Schlesischen Dichterschule wie z. B. Daniel Caspar von Lohenstein, Andreas Gryphius, David Schirmer oder Christian Hoffmann von Hoffmannswaldau.

### Materiale und formale Erscheinungsformen
Generell sind beim Schwulststil zwei Ausprägungen unterscheidbar, die materiale und die formale. Beide fußen auf der Technik der Amplifikation, die auf unterschiedlichen Gestaltungsebenen realisiert wurde.

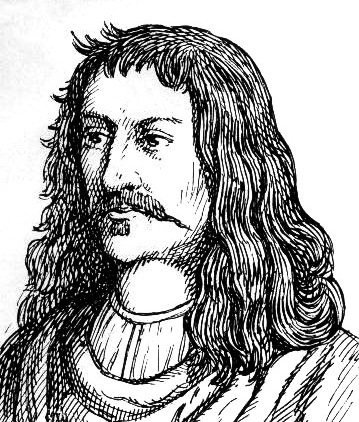
Hans Jakob Christoffel von Grimmelshausen verband Inhalt und Form

Der materiale Schwulst ist eine Erscheinung in Werk und Werkidee. Auch die extrem umfangreichen Prosawerke der Zeit verfügten noch über traditionelle Erzählstrukturen wie z. B. Handlungsschichten oder chronologisch geordnete Episoden, die nun durch immer neue Nebenhandlungen und Einschübe ausgeweitet wurden. Ein Roman wie Lohensteins Arminius, der aus dem Geist der Polymathie, dem Ideal einer umfassenden Bildung heraus angelegt wurde, enthielt so ein breites Spektrum an Sachwissen, das in gelehrten Disputationen von der Erzählung abschweift und dem Leser einen Überfluss an Wissenschaftlichem und Unwissenschaftlichem darbietet. Joseph von Eichendorff nannte den Roman später eine „tollgewordene Enzyklopädie“. Diese Kritik entstand jedoch erst im Zuge der Aufklärung; die Zeitgenossen schätzten den Autor dafür hoch.
Auch die überbordende Stofffülle eines Hans Jakob Christoffel von Grimmelshausen, der mit dem Simplicissimus Teutsch (1668) den bekanntesten Schelmenroman des deutschen Barock verfasst hat, ist materialer Schwulst. Grimmelshausen behält ebenso die Form eines in sich geschlossenen Werks im Auge, insbesondere im Simplicissimus, der mannigfaltige Quellen verbindet. Volksbücher, Schwanksammlungen und Sagen fließen zusammen mit enzyklopädischen Schriften der Zeit, aus denen der Autor fast wörtlich zitiert; daneben sind Eberhard von Wassenbergs Teutscher Florus, ein Geschichtswerk über den Dreißigjährigen Krieg, und Georg Philipp Harsdörffers Prosawerke Ausgangsmaterialien für ihn. Der Erzähler wendet Montagetechniken an, um die Fülle der Bilder und Motive einzubetten.
Im materialen Schwulst wird die Haltung des Euphuismus widergespiegelt, die ein Weltbild zwischen den Polen Vernunft und Affekt entwirft und zeitpolitische Bezüge einnimmt. Eine ethisch begründete Rationalität steht bei diesen Autoren im Vordergrund, selbst da, wo z. B. Johann Beer im Narrenroman Der Berühmte Narren-Spital (1681 anonym erschienen) die Häufung skatologischer Ausdrücke als quasi-therapeutisches Sprachmittel gegen „die zeitlichen Verdrüßlichkeiten“ einsetzt.

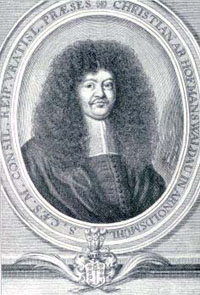
Christian Hoffmann von Hoffmannswaldau, der Manierist des barocken Schwulsts

Der formal-künstlerische Schwellprozess, wie ihn z. B. Johann Klaj und Harsdörffer initiierten, geht auf die romanischen Literaturen zurück. Harsdörffer war in direkten Kontakt mit italienischen Dichtern gekommen. Ihren Manierismus, den Concetti-Stil, die überfrachtete Sprache mitsamt ihrer Lautmalerei, ihrer Stilfiguren- und Tropenfülle übernahm er in seine Poesie. Die Dichtung erweckte bald den Eindruck, bloß eine Häufung ausgefeilter Stilmittel zu sein, mehr Künstlichkeit als Kunst. Auch neue Wortprägungen brachte der Stil, um die sprachliche Empfindsamkeit zu erweitern. Als Beispiele seien Hoffmannswaldaus Kompositionen „donnerhart“ (eine Synästhesie), „hochmächtiggroß“ oder „heiligsüß“ genannt, letztere für die zeitgenössischen Leser stark pleonastisch, da seit dem Mittelalter süeze als fest stehende Chiffre für die Heiligkeit Gottes stand.

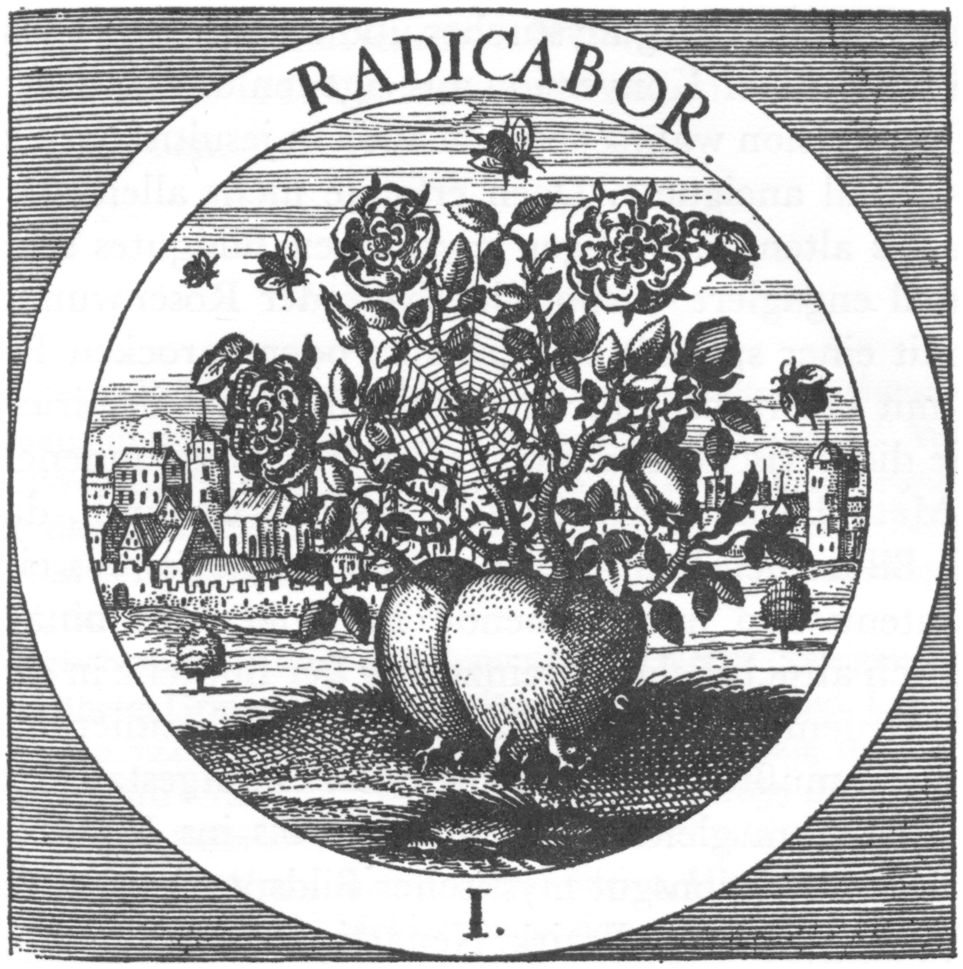
Radicabor: Daniel Cramers Emblem (1642) vereint die Sinnfelder Biene, Rose und Herz zur Allegorese des Heils

Wie in allen anderen Künsten suchten die Dichter ihre Stilmittel systematisch zu ordnen. René Descartes’ Affektenlehre Les Passions de l’âme („Die Leidenschaften der Seele“) war 1649 erschienen, ein Jahr später verfasste der Theoretiker Athanasius Kircher die Musurgia universalis. Die Versuche dieser Zeit zielen darauf, eine große Menge an Sprach-Bild-Zeichen (Biene, Blume, Schifffahrt, Sonne, Hell-Dunkel-Gegensatz, Farb- und Zahlensymbolik usw.) und ihre Zusammenhänge zunächst systematisch zu ordnen. Die überlieferte Rhetorik blieb dabei jedoch nicht in ihrer ursprünglichen Gestalt, sie wuchs zu einem zweiten Sprachcode, der aus den gegebenen Bedeutungen entstand, indem die Bildbedeutungen vielfach ausgeweitet und ihre Bezugsebenen verschränkt wurden. Als Beispiel sei die schon bei Angelus Silesius erscheinende Bienen-Metaphorik genannt: die in der Mythologie als Seelentier bekannte Biene, die auf der Rosenblüte sitzt, wird erst durch die Kenntnis mehrerer Symbolzusammenhänge (Biene → Seele des Menschen, Rosenblüte → Wunden Jesu, Trank → Blut Jesu) zu einem Heilszeichen. Die Absicht dieser Symbolverwendung und der Bildlogik lag also darin, eine ontologische Durchdringung der Wirklichkeit zu schaffen, d. h. eine höhere Offenbarung auszusprechen. Ganz im Sinne des Schwulstgedankens dienten die Metaphernhäufung und die Wechselbeziehungen von Text- und Bildbestandteilen der rhetorischen Konkretisierung.
Die klassische Definition der Allegorie als continuata metaphora („fortgesetzte Metaphern“) wurde dazu an vielen Stellen aufgebrochen, wenn unterschiedliche Metaphern innerhalb eines Werks denselben Inhalt beschreiben oder dieselbe Metapher in diesem Werk ihren Sinngehalt und -zusammenhang auf engem Raum verändert. Diese von Johann Jakob Breitinger in Bezug auf Hoffmann von Hoffmannswaldau „gantz figürlich und hieroglyphisch“ genannte Schreibweise zeigt einerseits den Einfluss der „italienischen Poeten“, d. h. den Marinismus; andererseits enthüllt die Reaktion, wie sehr die negative Haltung gegenüber dem Schwulst bereits in der Mitte des 18. Jahrhunderts auf dem Unverständnis der Meta-Metaphorik beruht.

„Er hüllet die Begriff in Gleichnis und Figur,
Als einen Kercker ein, verbirgt uns die Natur,
Und meidt die Deutlichkeit, die uns nichts fremdes bringet,
Die uns mit Bantams Wahr nicht in Verwundrung singet.“

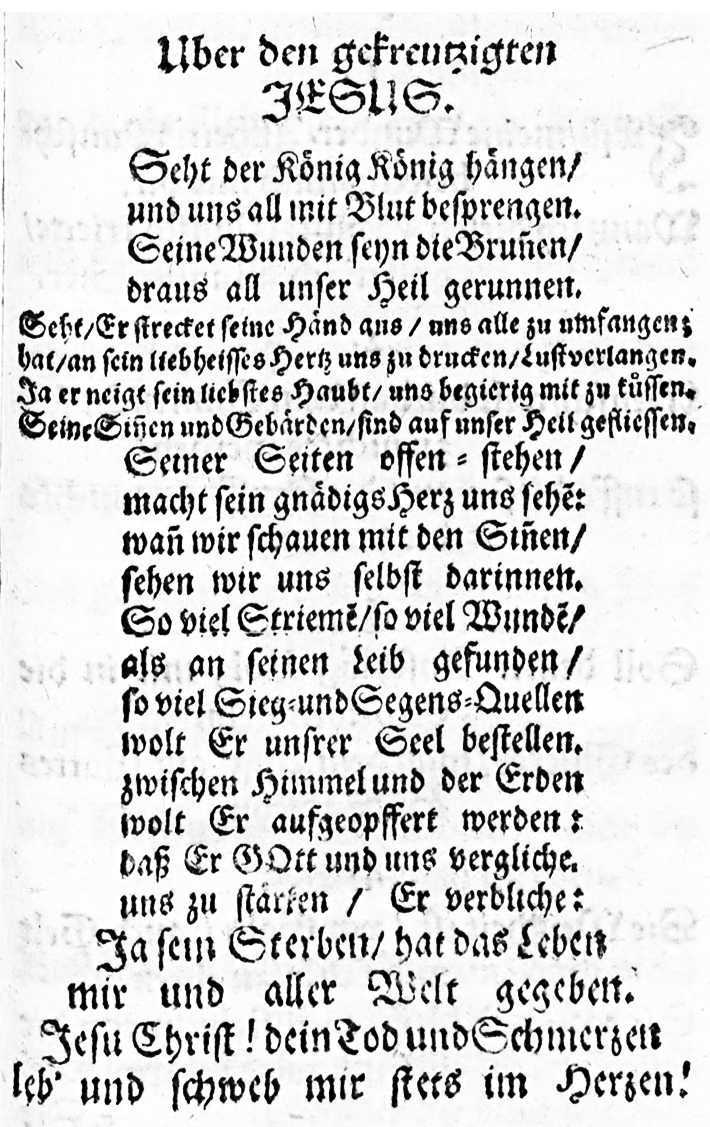
Catharina Regina von Greiffenbergs Figurengedicht erschließt sich unmittelbar durch die Form

Einen genauen Eindruck von der Vielschichtigkeit der Allegorese und zugleich von der Rolle des Lesers vermittelt die barocke Emblematik. Ihre in nachbarocker Zeit noch bekannten Motive wie z. B. der Pelikan oder das durchbohrte Herz, das seinen Ursprung in der Herz-Jesu-Verehrung der spätmittelalterlichen Mystiker hatte, erschlossen sich dem Leser leicht, solange sie im „herkömmlichen“ Kontext auftraten, und sind auch heute noch trotz mancher Bedeutungsverengungen verständlich. Erscheint das Bild aber ins Gegenteil verwandelt als pectoris arcus, d. h. als „Pfeilschuss des Herzens“, das vom Pfeilschuss getroffen mit umgekehrten Flügeln selbst dem Himmel zufliegt, so gibt es den mimetischen Kontext auf und erscheint zum Paradox verkehrt, das einen zumindest in die hermetische Denkweise eingeweihten Leser erfordert, um überhaupt eine rhetorische Wirkung zu entfalten.
Als einfachere, sinnfällige Form wurde das seit der Antike bekannte Figurengedicht wiederbelebt. Die typografische Gestaltung erfreute sich großer Beliebtheit. Sigmund von Birken, der Reformator des Pegnesischen Blumenordens, empfahl in seiner Poetik Teutsche Rede-bind- und Dicht-Kunst (1679) im Kapitel De variis Carminum generibus („Über die unterschiedlichen Arten von Gedichten“) zu Catharina Regina von Greiffenbergs Figurengedicht Über den gekreuzigten Jesus:

„Die Bildgebände / deren viel Beispiele in den Schäfergedichten der Blumgenoßen hin und wieder anzutreffen / sind keine neue Erfindung / sondern fast vor zwei tausend Jahren allbereit üblich gewesen: maßen der uralte Griechische Poet und Hirtengedichtschreiber Theocritus, eine Axt / ein paar Flügel und einen Altar / in Versen ausgebildet / hinterlassen. Ein Christlicher Poet kan ausbilden / das heilige Creutz / an welchem alle Welt / durch den Tod des selbsten Lebens / von Tod und Hölle ist erlöst worden: wovon ein Vorspiel hierneben folget. (…) Wer seinen JEsum recht kennet und liebet / wird neben-stehendem Creuz noch viele nachmachen / auch dergleichen mit der DornKrone / der Geisel-Seule / und andrem unsers theuren Heilands Passion-Zeug / ersinnen können.“

Ein weiterer wichtiger Aspekt ist der bereits im Mittelalter aus religiösen Gründen kultivierte Memento-mori-Gedanke. Wie er in der Barockepoche erschien, hatte er im Sinne der Paradoxie von Mk 8,35 („Denn wer sein Leben will behalten, der wird’s verlieren; und wer sein Leben verlieret um meinet- und des Evangeliums willen, der wird’s behalten“) auch das dichterische Verhältnis zur Sprache ausgeweitet, das in Teilen der Schwulstdichtung eine Ästhetik des Hässlichen schuf. In drastischen Wendungen wird das Abstoßende geschildert.

„Graues Haar voll Laus’ und Nüsse /
Augen von Scharlach / voll Flüsse /
Blaues Maul voll kleiner Knochen /
Halb verrost’ und halb zerbrochen.

Blatterzunge / krank zu sprachen /
Affischs’zürnen / Narren-Lachen /
Runzelvolle / mag’re Wangen /
Die wie gelbe Blätter hangen.

Halshaut gleich den Morianen /
Arme / die mich recht gemahnen /
Wie ein Kind ins Kot gefallen /
Brüste / wie zween Druckerballen.“

Genauso findet diese Ästhetik Eingang in die geistliche Dichtung, um z. B. Leiden und Tod Christi oder die Vorstellung von der Hölle in einer noch größeren Intensität darzustellen, als es die barocken Mystiker vermocht hatten. Zugleich ist die Deutlichkeit von Vanitas- und Leidensmotiven eine künstlerische Verarbeitung der Zeitgeschichte, wie sie in Gryphius’ Tragödie Ermordete Majestät oder Carolus Stuardus König von Gross Brittannien (1657) genauso vorkam wie in seinem umfangreichen lyrischen Werk.

„Ach! und Weh!
Mord! Zetter! Jammer, Angst, Creutz! Marter! Würme! Plagen.
Pech! Folter! Hencker! Flamm! Stanck! Geister! Kälte! Zagen!
Ach vergeh!
Tieff und Höh’!
Meer! Hügel! Berge! Felß! wer kan die Bein ertragen?
Schluck Abgrund! ach schluck ein! die nichts denn ewig klagen!
Je und Eh! Schreckliche Geister der tunckelen Hölen, ihr die ihr martret und Marter erduldet
Kan denn der ewigen Ewikeit Feuer nimmermehr büssen diß, was ihr verschuldet?
O grausamm’ Angst stets sterben, sonder sterben!
Diß ist Flamme der grimmigen Rache, die der erhitzete Zorn angeblasen:
Hir ist der Fluch der unendlichen Straffen, hier ist das immerdar wachsende Rasen:
O Mensch! Verdirb, umb hier nicht zu verderben.“

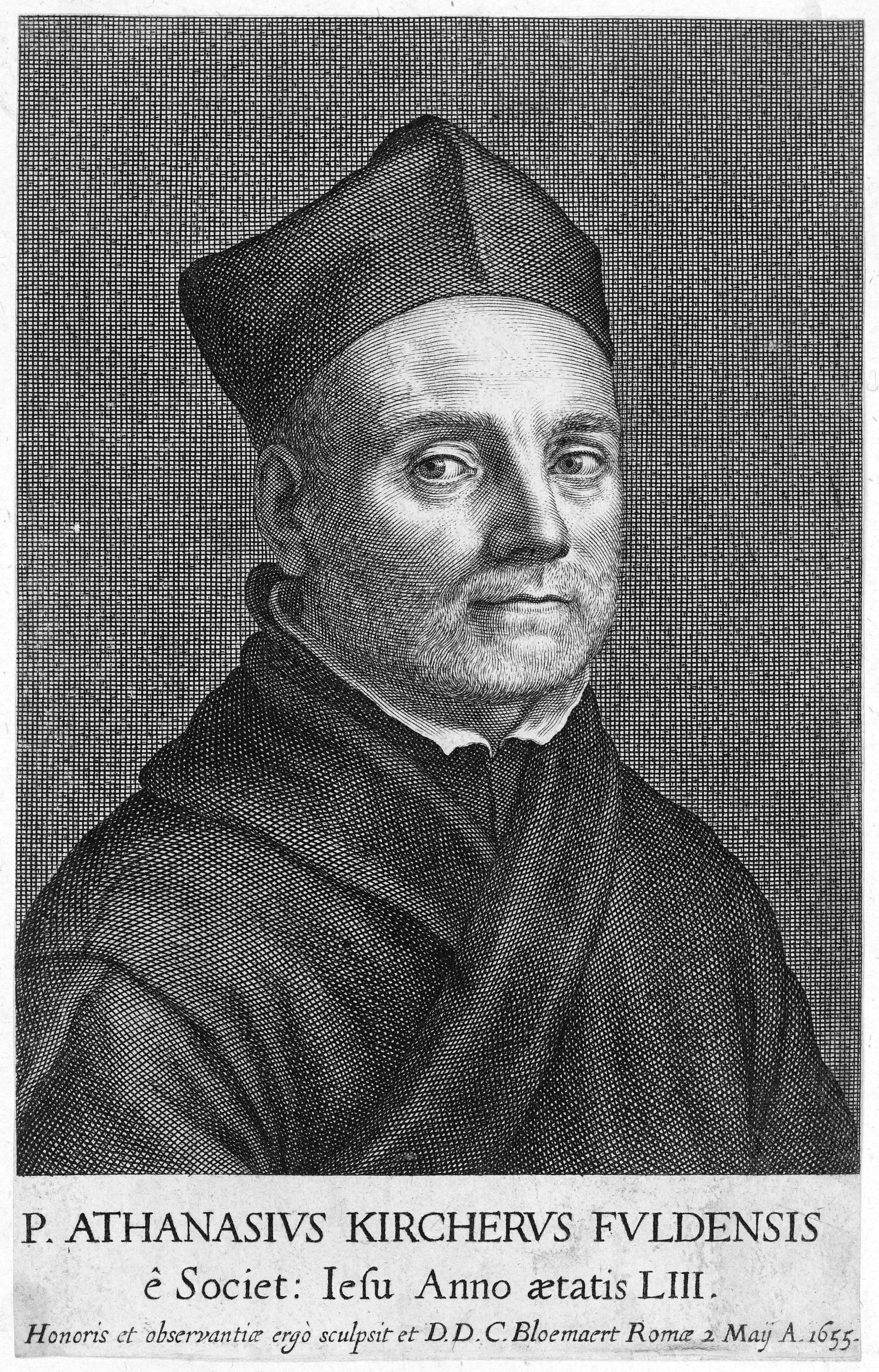
Athanasius Kircher, der Poetiker der Metaphern-Maschine

In seinen extremen Ausformungen gerät der Schwulst zu einem artifiziellen Leerlauf, wofür Kircher in seiner Ars Magna Sciendi (1669) das Modell einer Metaphern-Maschine entwarf: eine normative Regelpoetik, die vom Entwurf der Handlung bis zum gezielten Einsatz greller Effekte eine Anleitung zur Literaturproduktion sein will. Quirinus Kuhlmann gab an, Prosawerke auf Kirchners Direktiven verfasst zu haben. Gerade diese übermäßige Theatralik und Realitätsferne forderte später die Kritiker der Aufklärung heraus. Die Umständlichkeit des Ausdrucks hatte auch den Vorteil, hinter den Sprachbildern einen erotischen Nebensinn verstecken zu können. Der an Giambattista Marino geschulte Schäferdichter Hans Aßmann Freiherr von Abschatz übte dies – trotz vordergründiger Distanzierung davon – bis zur kaum verhüllten Obszönität aus.
Insgesamt erscheint der materiale Ansatz traditioneller als der formale. Er wird in der späteren Wahrnehmung weniger mit der negativen Konnotation des Schwulstbegriffs in Verbindung gebracht. Gleichwohl war der formale Schwulst die eigentliche Verbindung von Rhetorik und Poesie, wie sie auch Scaligers Intention entsprach.

## Schwulststile in anderen europäischen Literaturen
Der Schwulststil tritt in Deutschland erst als Spätentwicklung innerhalb der europäischen Barockliteraturen auf. Er wurde zuvor in vielen europäischen Literaturen des Zeitalters realisiert, wobei er auf jene beschränkt blieb, die die klassisch-antike Poetik und Rhetorik in der neulateinischen Dichtung der Renaissance verarbeitet hatten; große Teile der slawischen Literaturen, allen voran die russische, blieben in der kirchenslawischen Tradition, so dass die Literatur bis zum beginnenden 18. Jahrhundert in einem anachronistisch verlängerten Mittelalter verharrte. Selbst das verspätete „Moskauer Barock“ lehnte die extremen Ausdrucksmöglichkeiten, Themen des Grauens und der Hässlichkeit, Tod und Qual, vollkommen ab. Lediglich in der polnischen Dichtung zeichnete sich nach den Vorbildern Jan Kochanowski und Mikołaj Sęp Szarzyński in der ersten Hälfte des 17. Jahrhunderts eine Neigung zum Manierismus ab, die heute weitgehend unbekannte Poeten wie Kasper Miaskowski oder Stanisław Grochowski zu schwulstähnlichen Sprachmitteln führte. Auch die kroatische Literatur hatte unter dem starken Einfluss der venezianischen Seemacht die italienische Renaissance, insbesondere Petrarca, rezipiert und entwickelte Ansätze zum Manierismus; sie traten vor allem in der Komödie hervor. Vergleichbare Stilentwicklungen finden sich hier jedoch nicht.
Gemeinsam ist allen Schwulststilen die Übertreibung und Verzerrung bis ins Bizarre, das dem Leser späterer Epochen gekünstelt, maßlos übertrieben und aufgeblasen – eben schwülstig – vorkommt. Jedoch sind Mittel und Zweck der Hyperbolisierung in formaler und inhaltlicher Hinsicht sehr unterschiedlich und haben auch unterschiedliche Wirkungen erzielt.

### Gongorismus und Kultismus im spanischen Siglo de Oro
Der Gongorismus bzw. Kultismus (span. estilo culto, culteranismo oder cultismo „gebildeter Stil“) ist das die gesamte Barockliteratur am meisten beeinflussende Stilphänomen des Zeitalters. Es prägte die spanische Literatur im Siglo de Oro als Teil seiner Nationalkultur, die sich ungeachtet der Renaissance als eigentliche Neuinterpretation mittelalterliche Ideale verstand. Die Literatur ist dabei als Bestandteil der gesamten Kultur zu sehen. Sie stand unter italienischem Einfluss. Dieser wurde weniger in der vorwiegend von Mystik und Erasmismus geprägten geistlichen Literatur oder in der Volksdichtung eines Lope de Vega sichtbar als in der lyrischen Dichtung. Poeten wie Juan Boscán Almogávar und Garcilaso de la Vega führten Stoffe und Formen der Renaissance ein. Sie etablierten den Endecasillabo und das Terzett, schließlich das Sonett.

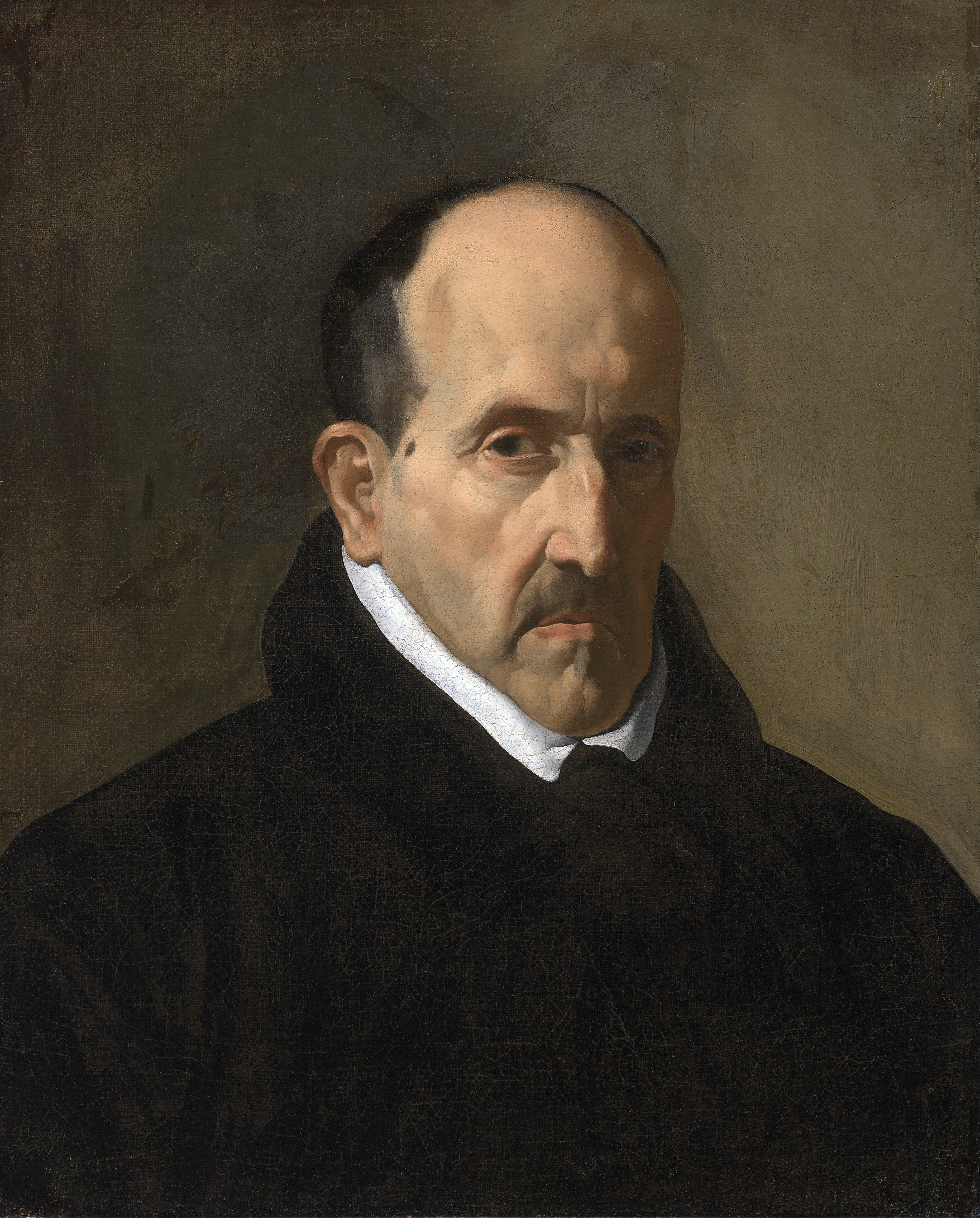
Luis de Góngora …

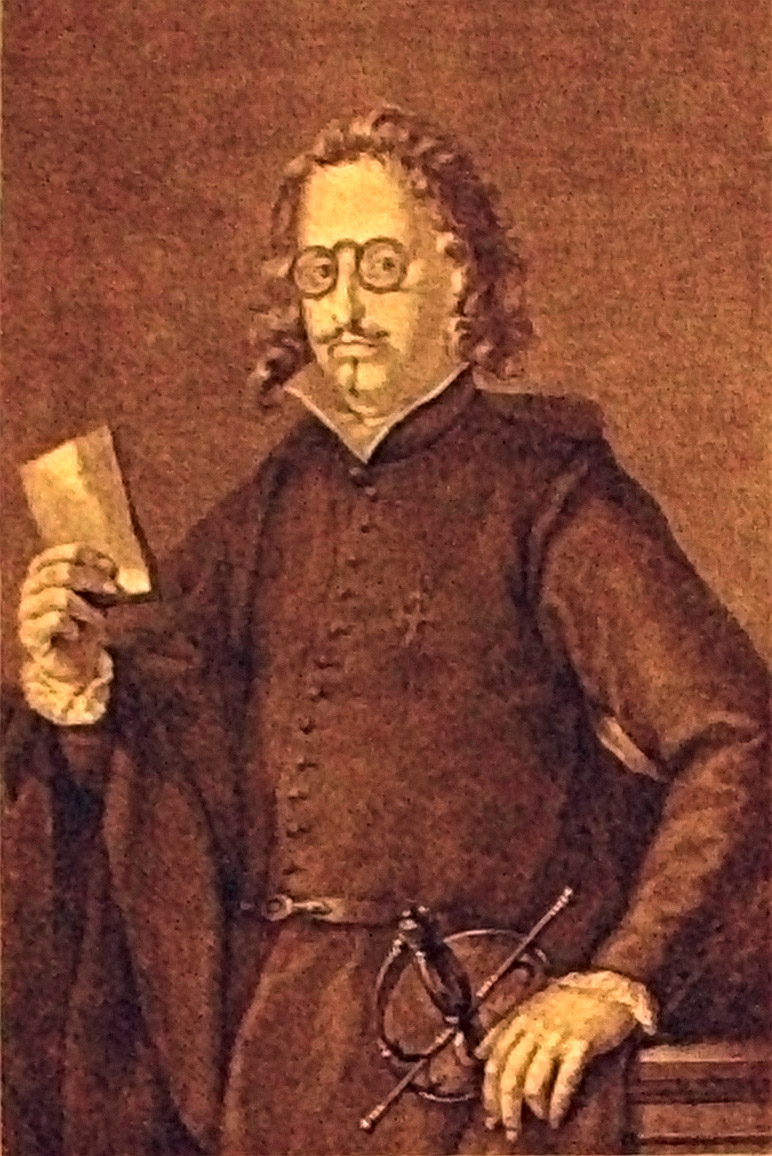
… und Francisco de Quevedo, die Antipoden des Siglo de Oro

Ausgehend vom Manierismus in Architektur und Malerei entwickelte das spanische Barock den Gongorismus zu einer reichen Blüte, die noch in ihren Nachwirkungen auf das 20. Jahrhundert nachdrücklicher, pathetischer, „barocker“ als vergleichbare europäische Literaturen erscheint. Das barocke Stilverständnis, das Einzelne nur im Zusammenhang mit dem Ganzen zu sehen, wurde hier zuerst zur Meisterschaft geführt. Gerade für die Dichtung, die z. B. in der Ästhetisierung des Hässlichen die Gestaltung aus dem Gegensätzlichen entdeckte, entstanden hier neue Sichtfelder, die die Chiaroscuromanier der zeitgenössischen Maler nachahmten. Mit dem Libro de erudición poética (1611) verfasste Luis Carrillo eine Poetik, die die bisherigen praktischen Ansätze der Sevillaner Dichterschule um Fernando de Herrera systematisch ausbaute. Sie wurde rasch als maßgebliche Schrift anerkannt.
Die Schreibweise begriff sich selbst als aristokratische Geisteshaltung und wandte sich bewusst gegen das allgemeine Publikum und dessen Geschmack. Nach Luis de Góngoras „dunklen“, verrätselten Dichtungen, die sich in Europa rasch als Stilvorbild ausbreiteten, schuf der Gongorismus damit die stärkste Ausprägung von Schwulst, zu der u. a. die Schriften des Nationaldichters Miguel de Cervantes zählen.
| „Era de el año la estación florida en que el mentido robador de Europa – media luna las armas de su frente, y el Sol, todos los rayos de su pelo –, luciente honor del cielo, en campos de zafiro pace estrellas; cuando el que ministrar podía la copa a Júpiter mejor que el garzón de Ida, – naufrago y desdeñado, sobre ausente –, lagrimosas, de amor, dulces querellas da al mar; que condolido, fue a las ondas, fue al viento el mísero gemido, segundo de Arïón, dulce instrumento.“ – Luis de Góngora: Soledades I (1613/14) | „Es war die Zeit, wo Mai das Jahr bekränzte und, der Europen hinterrücks entführte, den Halbmond auf der Stirn im Wappenschilde und sein Gelock wie Sonnenstrahl entfaltend, im Himmelslichte waltend die Sterne weidet auf saphirnen Auen: da ließ – o wenn ihn Jupiter erkürte, daß er statt Idas Schenk den Wein kredenzte! – gestrandet fern vom heimischen Gefilde aufs Meer ein Jüngling Liebestränen tauen, die, mit verhaltnen Klagen dahin in Wehmutskreisen von Wind und Meer getragen, verebbten wie Arions süße Weisen.“ – Deutsche Übersetzung von Rudolf Grossmann |

Kennzeichen des Gongorismus sind auf der Wortebene die häufige Verwendung von – teilweise seltenen und schwer verständlichen – Fremdwörtern, Neologismen und überladenen Stilfiguren, geschraubten und spitzfindigen Wortspielen, Umschreibungen, überladenen Bildern und nicht selten esoterischen Chiffren, zahlreichen rhetorischen Figuren wie Anapher und Epipher und die Neigung zur antithetischen Zuspitzung. Er zielt damit auf eine akribische Durchformung von Poesie und Prosa im Großen wie im Kleinen. Der Satzbau und die Grammatik nähern sich ebenfalls dem Latein an, was besonders in den späteren Strömungen nichtromanischer Sprachen wie im Englischen oder Deutschen zu erheblichen Verständnisschwierigkeiten führt. Zudem setzten gongoristische Dichter gerade den verschachtelten Satzbau und freie Wortstellungen als künstlerische Mittel ein, weshalb die zeitgenössische Kritik früh einsetzte. Die Gegnerschaft zwischen Góngora, dem Kunstdichter, und dem Volksdichter Lope de Vega entzündete sich daran.
Francisco de Quevedo, selbst zwar ein Konzettist, aber wie Grimmelshausen als Erzähler dem formalen Schwulst abgeneigt und ein persönlicher Feind Góngoras, parodierte diese Sprachexperimente in einem „Rezept“ als beißende Satire auf die Schwulstpoetik.
| „Quien quisiere ser Góngora en un día la jeri aprenderá gonza siguiente: fulgores arrogar, joven, presiente, candor, construye métrica armonia; poco, mucho, sí, no, purpuracía …“ – Francisco de Quevedo: Aguja de navegar cultos (1631) | „Wer in einem Tag Góngora sein möchte, lerne das fol-Kauder-gende Welsch: Schimmer, an sich reißen, jung, fühlt vor, Reinheit, konstruiert, Metrik, Harmonie; wenig, viel, ja, nein, Purpurei …“ – Deutsche Übersetzung |

Andere Dichter wie Díaz de Rivas, Salcedo Coronel oder Salazar Mardones verteidigten Góngora in einem für das 17. Jahrhundert einzigartigen Kunststreit, der die Grenzen der ernsthaften Literaturkritik verließ und schließlich zu einer heftig geführten Polemik mit öffentlichen Beleidigungen ausartete.
So wie der deutsche Schwulst später die sozialen Umbrüche der Kriegszeit verarbeiten sollte, ist auch der Kultismus als Reaktion auf den politischen Niedergang Spaniens im Lauf des 17. Jahrhunderts deutbar. Er war im Wesentlichen eine Flucht vor der Realität in ein Ideal von Schönheit und Perfektion, eine Form von L’art pour l’art. Der Gongorismus kam zwar in den folgenden Jahrhunderten in Verruf und mit ihm Góngora selbst, doch fand er in spanischsprachigen Schriftstellern wie Federico García Lorca, Gerardo Diego, Rafael Alberti und Rubén Darío im 20. Jahrhundert neue Wertschätzung, Nachahmung und seine volle Rehabilitation.

### Marinismus im italienischen Barock und Konzettismus in Spanien

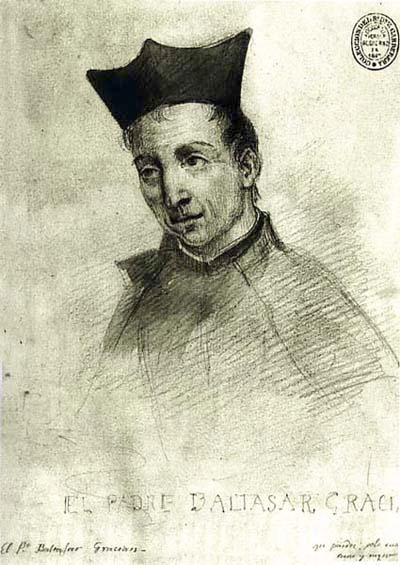
Baltasar Gracián, Theoretiker des Konzettismus

Der Marinismus (ital. marinismo), der nach Giambattista Marino benannt wurde und auf dessen Hauptwerke Adone (1623) und La strage degli innocenti (1633) zurückgeht, fand neben dem Schöpfer und Vorbild in Claudio Achillini einen bekannten Nachahmer. Er fand in ganz Europa Resonanz und mündete in den spanisch-italienischen Konzettismus.
Prägend für den marinistischen Stil ist zunächst weniger die sprachliche Ausuferung als der inhaltliche Aspekt, die Verwendung der Antithetik in einer gesteigerten Form. Er entwirft nach dem Vorbild der Silbernen Latinität, vor allem nach Ovid, dessen Phantastik Marino beeindruckte, eine „Poetik des Wunderbaren“ die mit der aristotelischen Poetik und Petrarca bricht, da er Metaphern, Vergleiche und Allegorien vollkommen unterschiedlicher, sogar disparater Wirklichkeitsbereiche zusammenbringt und durch die gesuchte Analogie eine überraschende, einprägsame neue Weltsicht erzeugt. Die aristotelische Sicht, die später Johann Christoph Gottsched zu seinem negativen Urteil bringen sollte, wird hier bis an die Grenzen geführt oder bewusst überschritten. Das Hauptaugenmerk liegt auf dem concetto, der geistreichen Pointe, die die intellektuelle Schärfe des Dichters beweist.

„Läßt dieses Bild den Gottessohn erschauen?
Weh, Himmelsherr! sind dies die holden Wangen,
Den Engeln teuer, davon Glut empfangen
Die Rose, Milch die Lilie der Auen?

Sind dies die heitern Augen, dies die Brauen,
Daraus zur Sonne Strahl und Feuer drangen,
Das Haar, das Gold zu Sternen ließ gelangen?
O weh, Blut will aus Wunden niedertauen!

Welch rohe Hand beging wohl solche Roheit?
Und welches Mitleid, Beispiel wahrer Hoheit,
Zog reines Linnen um die heil’gen Glieder?

Sei irren Geistes Spiegel immer wieder
Der neue Gott als Gottmensch. Menschenleid
Zwang Gott in Menschenform mit Ähnlichkeit.“

Damit ist der Marinismus eine typische Dichtungsform des 17. Jahrhunderts, die – wie später Kircher – Poesie als mechanisches System verstand. Die Kunst des Dichters bestand vor allem im Auffinden und Zuordnen rhetorischer Kategorien wie z. B. im Vergleich einer Königin mit einer Rose: Substantia (hoch wachsende Pflanze → erhabene Würde), Quantitas (rote Blütenblätter → Purpurmantel), Qualitas (Rosenduft → Anmut) usw. Je größer der Unterschied zwischen den gleichgesetzten Dingen war, je mehr verborgene Analogien der Dichter aufzuzeigen wusste, desto größer galt sein Verstand. Affekt und Moral galten insbesondere Marino wenig zur Ausgestaltung des Themas, die Sprache wird ähnlich wie im materialen Schwulst des deutschen Barock zum Werkstoff für Amplifikationen, Aufzählungen und Variationen, Schattierungen des Wortklangs und der Wortspielerei. Dies geriet jedoch bei seinen Zeitgenossen weniger zu üppigem Wohlklang der Sprache, eher zu Wortanhäufungen epigonaler Nachahmer, die sich lediglich in Teilbereichen – Grausigem und Monströsem, exotischen Ländern oder Wundern aus Naturwissenschaft und Technik – ihre Themen suchten. Die Bedeutung des Marinismus für die italienische Literatur darf dennoch nicht unterschätzt werden. Sonett, Kanzone und Madrigal, die Traditionen von Metrik und Dichtungssprache verdanken ihre weitere Entwicklung bis an die Schwelle zur Romantik der barocken Manier.
Der Konzettismus zeigt zwar eine ähnliche Technik bei Vergleich und Antithetik, doch in einer anderen Gewichtung von Rhetorik und Poetik, von Inhalt und Form; er ist in seiner Art, den Inhalt im Verhältnis zur Wirklichkeit zu begreifen, eigentlich keine Schreib-, sondern eine Denkmanier. Anders als im Gongorismus wird hier der Sinnzusammenhang von Inhalt und Form in Frage gestellt bzw. durch den indirekten Ausdruck verneint. Wichtigster Autor des Konzettimus war Francisco de Quevedo, einer der Meister des barocken Schelmenromans und der beißenden Satire auf die gesellschaftlichen Verhältnisse seiner Zeit. Die wichtigsten Theoretiker sind Emanuele Tesauro mit der Schrift Il cannochiale aristotelico („Das aristotelische Fernrohr“, 1654/70) und Baltasar Gracián, der stilistisch eine Synthese mit dem Gongorismus erreichte. Gracián formulierte im Oráculo manual y arte de prudencia („Handorakel und Kunst der Weltklugheit“, 1647):

„Mit offenen Karten spielen, ist weder nützlich noch angenehm. Indem man seine Absicht nicht gleich kundgibt, erregt man die Erwartung, zumal wenn man durch die Höhe seines Amts Gegenstand der allgemeinen Aufmerksamkeit ist. Bei allem lasse man etwas Geheimnisvolles durchblicken und errege, durch seine Verschlossenheit selbst, Ehrfurcht. (…) Man ahme daher dem göttlichen Walten nach, indem man die Leute in Vermutungen und Unruhe hält.“

Zwei wesentliche Merkmale erscheinen in dieser Erklärung, eine poetische Überformung des Religiösen, wie sie auch der Schwulst im deutschen Barock anstrebte, und eine Funktionalisierung des Rhetorischen zum Zweck größtmöglicher Wirkung – nicht mehr als poetische Nachahmung Gottes im Sinne Scaligers, sondern ganz auf den vordergründigen literarischen Wirkungserfolg bedacht. Die wichtigsten Regeln der Poesie werden verworfen, wenn sie die Ästhetisierung behindern. Die Dichtung gerät zur Dienerin der Rhetorik, das Verhältnis hat sich umgekehrt. Dieser Stil hat eine Anti-Poetik erschaffen, die formal die Grenzen der bisherigen Gattungen sprengt und inhaltlich inkonsequent zwischen Subjektivität und Objektivität schwankt, sich dem diskursiven Durchdenken entzieht und den Leser durch Gedankensprünge und die bewusste Verhüllung der Textintention im Unklaren zurücklässt.
Auch der Konzettismus ist wie der Gongorismus als Reaktion auf eine gesellschaftliche Umordnung deutbar, doch mit wesentlich anderen Vorzeichen: Gracián sieht das Dichtersubjekt und damit den Menschen als nicht mehr fähig, die komplexen Zusammenhänge von Welt und Weltordnung zu begreifen und zu beschreiben. Eine unmittelbare Einsicht ist unmöglich, erst das Dechiffrieren des Textes führt zu einer Erkenntnis über die Menschenwelt, wie es Graciáns allegorischer Roman El Criticón („Das Kritikon“, 1651–1657) als Summe der konzettistischen Weltsicht ausführt: die Menschenwelt sei ein leicht zu entzifferndes Buch, das viele Rätsel aufgebe; die hermeneutische Anwendung der Rhetorik erst könne den verborgenen Sinn entdecken. Jeder Realismus, jedes Nicht-Paradoxe sei stumpf.
Diese Denkweise kann in einer Epoche strategischer Intrigen auch als zeitkritisch-politisches Kalkül gelten. Gracián warf im Oráculo die Frage auf, ob das uneigentliche Sprechen überhaupt einen moralischen Unterschied bedeute, wenn Wahrheit und Lüge sich gegenseitig ersetzten und kaum noch zu unterscheiden seien. Er steht damit am Ende einer 50-jährigen Blütezeit des spanischen Romans, dessen Erzähltechnik sich unter dem Schwulst der konzettistischen Rhetorik nicht mehr entfalten konnte und versiegte.

### „Rederijkers“ im Goldenen Zeitalter der Niederlande

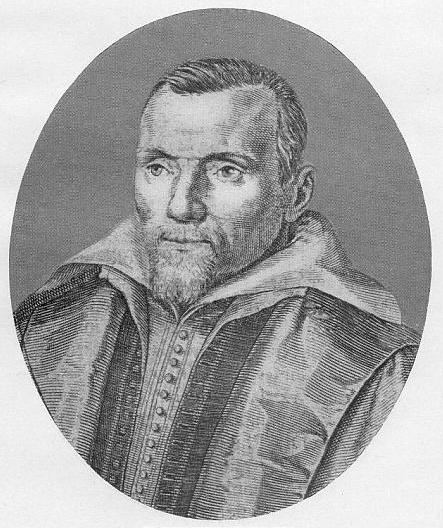
Daniel Heinsius, der Poetiker und Kulturvermittler

Das Goldene Zeitalter der Niederlande stellt eine untypische Situation innerhalb der europäischen Literaturgeschichte dar. Auch hier entwickelte sich wie in Spanien eine Kultur, die rasch aufblühte und dann in eine konventionelle Erstarrung verfiel. Auch hier wurde die entstehende Nationalliteratur ein Politikum, an dem sich Kontroversen entzündeten. Doch blieb die Kultur während der republikanischen Epoche bürgerlich, sie entwickelte ein eigenes Selbstverständnis zwischen humanistischer Bildungstradition und volkssprachlichen Neuanfängen. Früher als in der deutschen hatte in der niederländischen Literatur eine Auseinandersetzung mit der humanistischen Bildungstradition stattgefunden, früher als bei den deutschen Sprachgesellschaften waren regelpoetische Beiträge entstanden, darunter Antonis de Rooveres  Gedicht Refereyn van Rethorica (vor 1482) und Beiträge von Pieter Corneliszoon Hooft, dem geistigen Haupt des Muiderkring. Mit Matthijs de Casteleins Const van rhetoriken erschien 1555 erstmals eine vollständige Dichtungspoetik in niederländischer Sprache. Daniel Heinsius übersetzte schließlich die aristotelische Poetik ins Niederländische und verfasste mit De tragoediae constitutione (1611) eine eigenständige Poetik des Dramas.
Den Rederijkers – die Bezeichnung wird oft unmittelbar vom rhétoriqueurs (frz. „Rhetoriker“) hergeleitet, stammt aber eher von einer volksetymologischen Umdeutung zu rede-riker „jmd., der reich an Rede ist“ – kommt dabei eine besondere Rolle in der Entwicklung der Barockliteratur zu. Die Rederijkerkammern entstanden teilweise bereits im 15. Jahrhundert nach dem Vorbild der deutschen Meistersinger als bürgerliche Zunftgesellschaften, die sich in allen größeren Städten fanden. Zum Teil existierten mehrere Gesellschaften in einer Stadt, fast 200 Kammern sind namentlich überliefert. Ab der Mitte des 16. Jahrhunderts wurden sie zu einer der entscheidenden Kräfte der Reformation. Ein uneinheitlicher Bildungsstand prägte diese Kammern von Anfang an; während einige wenige Dichter wie die Mitglieder des Muiderkring über akademische Bildung verfügten, blieben die meisten doch den erstarrten Ansichten des Spätmittelalters verpflichtet. Vor allem der Umstand, dass viele Rederijkers noch ganz in hergebrachter Weise alle Künste als von Gott gegeben ansahen und sie keinesfalls als finanziell einträgliches Geschäft ausüben wollten, während um sie herum das Land wirtschaftlich prosperierte, und die Rhetorik als eine Gabe des Heiligen Geistes betrachteten, förderte die Verständigung zwischen liberalen und konservativen Kräften nicht. Da sie an ihrer unreformatorischen Haltung festhielten, verschärfte sich der Konflikt zwischen Rederijkern und Kirche zunehmend, so dass es 1617 zu einem Bruch zwischen ihnen auf der einen, der Obrigkeit und der Kirche auf der anderen Seite kam. Vehemente antilutherische Ausfälle führten bis zur Schließung mancher Kammern.
Inhaltlich ist die Dichtung der Rederijkers wenig innovativ und wiederholt meist die mittelalterlichen Stoffe und Motive. Wie im materialen Schwulst des deutschen Barock greifen die geistlichen Balladen den Memento-mori-Gedanken auf, insbesondere die traditionellen Totentanz-Motive, wie sie sich später u. a. in den Texten des Lübecker Totentanzes wiederfanden. Die Sprache ist stark vom zeitgenössischen Französisch und vom humanistischen Latein geprägt, dessen komplizierten Satzbau sie übernimmt. Zudem häuft sie ähnlich wie der Gongorismus Fremdwörter an und greift zu artistischen Mitteln, um die rhetorische Kunstfertigkeit zu beweisen: Akrostichen, Chronogramme und so genannte Retrograde – Gedichte, die sich Wort für Wort oder sogar buchstabenweise vor- und rückwärts lesen lassen – entstehen dabei. Die formorientierte Poesie blieb bis zum Anfang des 17. Jahrhunderts bestimmend für die niederländische Dichtung.

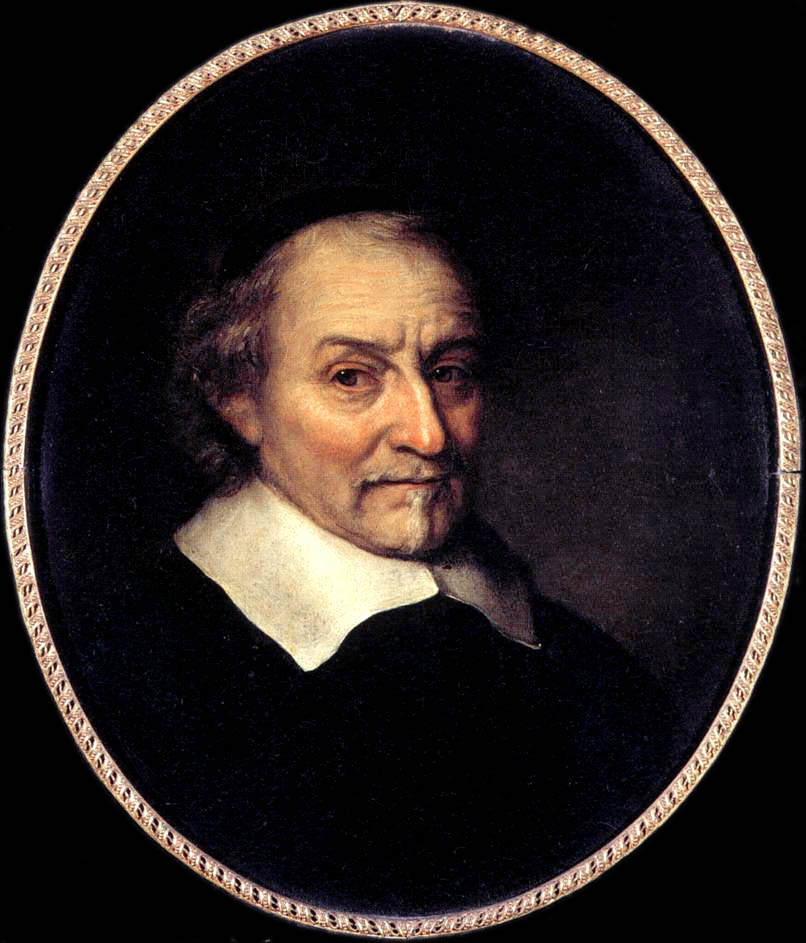
Joost van den Vondel, der Dramatiker

Das Drama der Rederijkers glich noch ganz der Meistersinger-Tradition. Es war bis ins 16. Jahrhundert hinein ein geistliches Spiel, das von Laienkompanien verfasst, inszeniert und als großes, tagelanges Volksfest aufgeführt wurde, wobei später zunehmend theologische Streitfragen in den Mittelpunkt der rhetorischen Auseinandersetzungen rückten. Auch hier spitzte sich die Situation zu, öffentliche Aufführungen wurden unterbunden und Theater zeitweilig geschlossen.
Joost van den Vondel, neben Hooft und Gerbrand Bredero einer der bedeutenden Dramatiker der Epoche, griff die Rederijker-Tradition in seinem virtuosen, plastischen Sprachgebrauch auf und verband sie mit dem humanistischen Bildungsgut. Seinen gesammelten Gedichten stellte er schließlich die Aanleidinge ter Nederduytsche dichtkunde („Anleitung zur niederländischen Dichtkunst“, 1650) voran – eine Warnung vor zu großer Künstlichkeit und gesuchter Bildlichkeit, und eine Mahnung zur Natürlichkeit in der Poesie. Schließlich führte Hooft das niederländische Sonett nach dem Vorbild Petrarcas zu seiner höchsten Blüte aristokratischer Verfeinerung, womit ihm der Anschluss an die italienische Literatur gelang.
Die Rederijkers waren zugleich Mittler und Vorbild bei der Ausprägung des deutschen Schwulststils. Dabei spielt die Stadt Danzig als wirtschaftliches, literarisches und publizistisches Zentrum ihrer Zeit eine Rolle: Opitz hatte hier Heinsius’ Nederduytsche Poemata (1616) kennen gelernt, in seinen Deutschen Poemata (1624) als Vorbild hervorgehoben und dem Dichter und Sprachreformator bescheinigt, er habe vnsre Muttersprach in jhren werth gebracht. Er übersetzte zahlreiche Werke aus dem Niederländischen und führte mit Heinsius, dem Schüler von Scaligers Sohn Joseph Justus, ab 1619 einen Briefwechsel, wodurch er genaue Einblicke in die Literaturproduktion gewann.
Bemerkenswert ist, dass die Rederijkers ihre Dichtkunst nicht allein der Kunstdichtung widmeten, sondern sie auch auf die Trivialliteratur ausdehnten, auf Fastnachtsspiele, Spottpredigten und vor allem auf die Formen der Narrenliteratur und der satirisch überspitzten Bauerndichtung. Ähnlich wie in anderen Ländern genossen tatsächlich auch in den Niederlanden die Künstler des Goldenen Zeitalters keine ungeteilte Anerkennung – was gleichfalls für manche Alte Meister der Malerei gilt, die heute Inbegriff des Goldenen Zeitalters sind –, sondern wurden eher kritisch gesehen und ihre Leistungen erst spät anerkannt.

### Euphuismus in der englischen Renaissanceliteratur
Der Euphuismus, benannt nach John Lylys Roman Euphues (1578, dt. Der Wohlgeratene) ist eine ausgesprochen intellektualisierte Form des Schwulstes. Der Verfasser schlüpft hier in die Rolle eines Poeta doctus, der mit gelehrten Anspielungen auf die römische und griechische Mythologie dem Leser das Verständnis erschwert, indem er ihm Rätsel aufgibt. Diese Strömung hatte ihre ideellen Wurzeln im elisabethanischen Weltbild, das den mittelalterlichen Ordo-Gedanken mit einer dem Absolutismus vergleichbaren Staatsphilosophie verband.

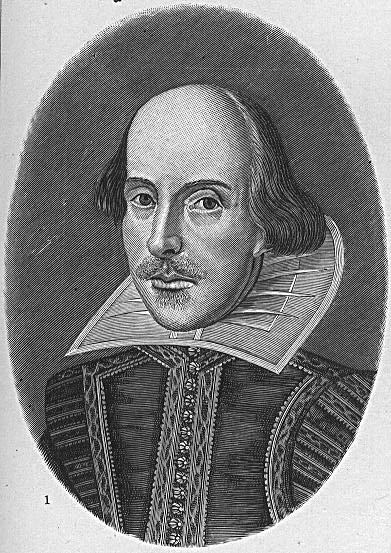
William Shakespeares Dramen greifen den Euphuismus auf

Der literarische Zeitgeschmack von Theater und Prosa wurde von Hof und Aristokratie bestimmt, so dass die Literatur der englischen Renaissance sich vor allem auf italienische und spanische Einflüsse wie die Erzähltradition Giovanni Boccaccios und die von ihm entwickelte Novelle stützt. Ein Hauptaugenmerk war dabei die Verbindung moralisch-didaktischen Inhaltes aus dem Humanismus mit der spätmittelalterlichen Prosa in der Folge Geoffrey Chaucers. Schon vor Lyly hatte George Pettie manieristische Elemente in seine Prosa einfließen lassen, die neben ihrer Handlungsarmut vor allem aus Reden, Monologen und Betrachtungen, Reimen und Gemeinplätzen bestand und den Gegensatz von Vernunft und Leidenschaft thematisierte; Robert Greene folgte ihm darin. Der stark antithetische Prosastil versuchte fehlenden Inhalt durch rhetorische Kunstfertigkeit zu überdecken. Dies führte nicht selten zu einer Bombastik, die den späteren Lesern als die innere und äußere Form sprengend vorkommt. Dabei nutzten die Autoren u. a. die Kanzleisprache als Vorbild. Auch die Misogynie, eine Haltung der preziösen Literatur, erscheint schon vereinzelt.
Wichtig wurde der dramatische und rhetorische Impuls; bereits kurze Zeit später übertrug Lyly den Euphuismus auf das elisabethanische Theater und verfasste eine Reihe höfischer Komödien, die fast alle öffentlich oder am Königshof aufgeführt wurden. Der euphuistische Typ verband einen kunstvoll gegliederten Aufbau nach klassisch-antiken Vorbildern mit dem traditionellen Witz der englischen Bühnentradition. William Shakespeares Komödie Viel Lärm um Nichts (1599) greift ihn auf humoristische Weise in den Figuren Benedikt und Beatrice auf. Gleiches geschieht in Verlorene Liebesmüh (1593), dessen Witzbold Costard sich durch sein gestelztes Latein auszeichnet, was im Wort Honorificabilitudinitatibus endet – er macht damit den Lehrer Holofernes lächerlich. Die Tragödie Romeo und Julia (1595) zeigt ebenfalls den Einfluss des Euphuismus auf die Sprache Shakespeares.
| „Romeo: O, she doth teach the torches to burn bright! It seems she hangs upon the cheek of night Like a rich jewel in an Ethiope’s ear; Beauty too rich for use, for earth too dear! So shows a snowy dove trooping with crows, As yonder lady o’er her fellows shows. The measure done, I’ll watch her place of stand, And, touching hers, make blessed my rude hand. Did my heart love till now? forswear it, sight! For I ne’er saw true beauty till this night.“ – William Shakespeare: Romeo und Julia, 1. Akt, 5. Szene | „Romeo: O, sie nur lehrt die Kerzen, hell zu glühn! Wie in dem Ohr des Mohren ein Rubin, So hängt der Holden Schönheit an den Wangen Der Nacht; zu hoch, zu himmlisch dem Verlangen. Sie stellt sich unter den Gespielen dar, Als weiße Taub’ in einer Krähenschar. Schließt sich der Tanz, so nah’ ich ihr: ein Drücken Der zarten Hand soll meine Hand beglücken. Liebt’ ich wohl je? Nein, schwör’ es ab, Gesicht! Du sahst bis jetzt noch wahre Schönheit nicht.“ – Deutsche Übersetzung von August Wilhelm von Schlegel |

John Donne und die Metaphysische Dichtung steigerten den Euphuismus bis an die Grenzen der Verständlichkeit. In der neueren Literatur wurde er durch T. S. Eliot und André Breton wieder aufgegriffen.

### Preziosität im französischen Barock
Als preziös und Preziosität (von frz. précieux „edel“, „kostbar“, „affektiert“ und préciosité „Affektiertheit“, „Geziertheit“) galten in Frankreich etwa seit Mitte des 17. Jahrhunderts Lebens-, Empfindungs- und Ausdrucksweisen von äußerster oder übersteigerter, gewissermaßen schwülstiger Kultiviertheit; diese wurden vorab der Pariser Salonkultur zugeschrieben, und die Begrifflichkeit fand insbesondere im abschlägigen Namen Preziöse für ein weibliches Publikum Anwendung, das sich in genannter Art höchst auffällig hervorgetan haben soll.
Mit einer programmatisch handelnden Bewegung oder Gruppe bestimmter Frauen und Männer fügen sich Preziosität und Preziöse allerdings nicht zusammen. Die jüngere Forschung, die den Begriff der Preziosität mittlerweile in ein emanzipatorisches Umfeld setzt, versteht „die Preziösen“ sogar als travestierende Schöpfung der Literatur und Literaturkritik ihrer Zeit mit Molières Theaterstück Les Précieuses ridicules (Die lächerlichen Preziösen, uraufgeführt 1659, gedruckt 1660) als Dreh- und Angelpunkt.

## Abgrenzung zum literarischen Kitsch
Eine Rezeption der Schwulststile erfolgte spät, insbesondere im deutschen Sprachraum fand erst im 20. Jahrhundert durch die literaturgeschichtliche Aufarbeitung eine Rehabilitation statt; die Ästhetiken der Weimarer Klassik, dann des Sturm und Drang verfolgten die voraufklärerische Verbindung von Rhetorik und Dichtung nicht weiter, erst mit der romantischen Universalpoesie setzten analoge Prozesse ein, die jedoch nicht der Romantik selbst zuzurechnen sind, sondern ihrem allmählichen Niedergang zum Romantizismus. Etwa mit der wortreich versteckten Erotik in Heinrich Claurens Mimili (1816) und dem beginnenden Biedermeier entstand eine Literatur, die über Unterhaltungsliteratur und triviale Liebesromane in der Folge der Moralischen Wochenschriften und die spätere Gartenlaube bis zu Hedwig Courths-Mahler oder den Heimatromanen eine Gebrauchsliteratur, den literarischen Kitsch ausbildete. Er sieht dem Schwulst in manchen Einzelheiten ähnlich, darf aber nicht mit ihm verwechselt werden.
Wollte man wie beim Schwulst materiale und formale Formen unterscheiden, so zeigt sich, dass auch bei allen Parallelen – Häufungen sprachlicher Stereotypen besonders in der Darstellung von Emotionen, schematische Erzählbauformen in der Trivialliteratur mit vorhersehbarem Handlungsgerüst und -ausgang – romantische Wurzeln vorhanden sind. Die Kitschliteratur konservierte die Moral- und Kunstanschauungen des Biedermeier in den süßlichen Idyllen – beim so genannten sauren Kitsch auch Dystopien – des Weltbildes, in Schwarzweißzeichnungen der Figuren und ihrer Sprache, in einer Banalisierung der Handlung bei gleichzeitiger affektvoller Ausschmückung durch pseudolyrische, teilweise inflationär gebrauchte und daher schnell abgenutzte Ausdrucksformen, die hier aber nicht als rhetorische Figuren mit zeichenhaftem Hintergrund, sondern nur um der einfacheren Nacherlebbarkeit des Affekts willen erscheinen. Dies wirkt im heutigen Begriffsverständnis schwülstig, ist aber kein Schwulst: Kitsch benutzt identische Mittel, vergröbert und verbreitert Inhalt und Form, hat aber kein Interesse an einer symbolhaften Vertiefung. Er bietet keine kritische Auseinandersetzung mit disparaten Teilbereichen der Wirklichkeit, sondern eine Projektion (nicht möglicher) Wert- und Wirklichkeitsmodelle.
Kolportage und Abenteuerromane wie das Werk Karl Mays standen daneben in einer längeren Tradition, die sich nicht ausdrücklich auf Marinos „Poetik des Wunderbaren“ bezogen. Die zeitgenössische Kunstliteratur, selbst der Unterhaltungsschriftsteller Theodor Fontane, grenzte sich inhaltlich durch Novellenform und sozial anspruchsvollere Themen, formal durch eine am Realismus geschulte „Simplizitätssprache“ ab, wenngleich auch sein Werk nicht ganz frei von Kitsch-Elementen ist. Kitsch im Sinne eines Stilbegriffs findet sich bis ins 21. Jahrhundert vor allem noch in den Teilen der Frauenliteratur, die seit ihrem Entstehen den Leserinnen einen intellektuell beschränkten Status zugesteht und ihnen den Wunsch nach Emotionalisierung unterstellt. Schwulst als Stilmerkmal tritt an anderer Stelle auf, als sich selbst analysierende, wiederholungsreiche Monologe am Rande der sprachlichen Ausdrucksmöglichkeiten bei Thomas Bernhard, als Zusammendrängen disparater Dinge in ausufernden Wortspielkaskaden bei Max Goldt.

### Allgemein
- Karl Gutzkow: Dionysius Longinus, oder Ueber den ästhetischen Schwulst in der neuern deutschen Litteratur. Stuttgart 1878
- Gustav René Hocke: Manierismus in der Literatur. Sprach-Alchimie und esoterische Kombinationskunst. Hamburg 1959
- Wilfried Barner: Barockrhetorik. Untersuchungen zu ihren geschichtlichen Grundlagen. Tübingen 1970, ISBN 3-484-10130-X.
- Gerd Henniger (Hrsg.): Beispiele manieristischer Lyrik. München 1970.
- Peter Schwind: Schwulst-Stil. Historische Grundlagen von Produktion und Rezeption manieristischer Sprachformen in Deutschland 1624–1738. (Dissertation) Bonn 1977, ISBN 3-416-01319-0.
- Sabine Rossbach: Moderner Manierismus. Literatur – Film – Bildende Kunst. Frankfurt am Main/Berlin/Bern 2005, ISBN 3-631-52523-0.

### Gongorismus und Konzettismus
- Andrée Collard: Nueva poesía. Conceptismo, culteranismo en la crítica española. 2. Auflage. Madrid 1971.
- Henning Mehnert: Bugia und argutezza. Emanuele Tesauros Theorie von Struktur und Funktionsweise des barocken Concetto. In: Romanische Forschungen. 88 (1976), S. 195–209.
- Robert V. Young: Richard Crashaw and the Spanish golden age. New Haven 1982, ISBN 0-300-02766-4.
- María Cristina Quintero: Poetry as play. ‚Gongorismo’ and the ‚Comedia’. Amsterdam 1991, ISBN 90-272-1761-0 u. ISBN 1-55619-304-1.

### Euphuismus
- Clarence Griffin Child: John Lyly and Euphuism (= Münchner Beiträge zur romanischen und englischen Philologie, Bd. 7). Erlangen 1894.